# Katarina Ivanovska
Katarina Ivanovska (Skoplje, 18. kolovoza 1988.), makedonska je glumica i model.
Karijeru je započela sudjelovanjem na Milanskom tjednu mode 2004. Iste godine pojavila se na naslovnici Ellea i ruskog i talijanskog izdanja Voguea. 
Kasnije se pojavila i na naslovnicama Dive i Maxima te na oglasima talijanske modne kuće Dolce & Gabbana.
Smatra se najuspješnijim makedonskim modelom.
Godine 2011. potpisala je ugovor s prestižnom američkom modnom kućom Victoria's Secret. Snimila je oglase i za Benneton, Vero Modu, L'Oreal, Lancaster i dr.
Glumila je glavnu ulogu u makedonskoj povijesnoj drami Treto poluvreme iz 2012. godine.